# جعفر الخطي
أبو البحر شرف الدين جعفر بن محمد بن حسن الخَطّي البحراني العَبيدي (1572 - 1619 م) (980 - 1028 هـ) شاعر بحراني عاش معظم حياته في القرن الحادي عشر الهجري/ السابع عشر الميلادي متنقلًا بين وطنه القطيف من بلاد البحرين الكبرى وبلاد فارس الصفوية . ولد في قرية التوبي احدى قرى القطيف بإقليم البحرين ونشأ بها. ويرجع نسبه إلى بني عبد القيس وينتمي إلى عائلة مسلمة إثناعشرية. هاجر إلى البحرين لاحقاً، وقد برزت شخصيته كشاعر يشار إليه بالبنان، وصارت له مكانة مرموقة في الأوساط الاجتماعية والسياسية في عصره. غادر البحرين حينما انتدب ضمن وفد إلى بلاد فارس، فمر بشيراز في 1601، وهناك اجتمع بالشيخ بهاء الدين العاملي، وبعد ذلك استقر في شيراز، وبها توفي. يعد من أهم شعراء شبه الجزيرة العربية في عصره ومن الذين أحدثوا تطويرات لافتة في نظم القصيدة والخروج بها من بعض تقاليدها الشعرية المتوارثة. 

## سيرته
هو أبو البحر شرف الدين جعفر بن محمد بن حسن بن علي بن ناصر بن عبد الإمام الخطي البحراني العبيدي، نسبه إلى بني عبد القيس . ولد في قرية الخط (التوبي) في إقليم البحرين بإيالة الأحساء العثمانية، نحو سنة 980 هـ/ 1572 م ونشأ فيها.

تردّد جعفر الخطي بين القطيف والبحرين مرارًا من 999 - 1010 هـ. فانخرط في النشاط العلمي والأدبي وأقام سلسلة من العلاقات السياسية والأدبية مع رموز المنطقة وعلمائها.

وفي سنة 1010 هـ / 1601م هاجر إلى بلاد فارس وسكن مدينة شيراز. وهناك اجتمع بالشيخ بهاء الدين العاملي الذي أعجب به، وجرت بينهما مساجلات شعرية. ويبدو أيضًا أنه كان ينتقّل في فارس بين بلدانها، فقد كات في سنة 1016 هـ/ 1607م في أصفهان.

توفي جعفر الخطي في شيراز بالدولة الصفوية سنة 1028 هـ/ 1619 م. ودفن في جامع الموسوي شاه جراغ. 

## شعره

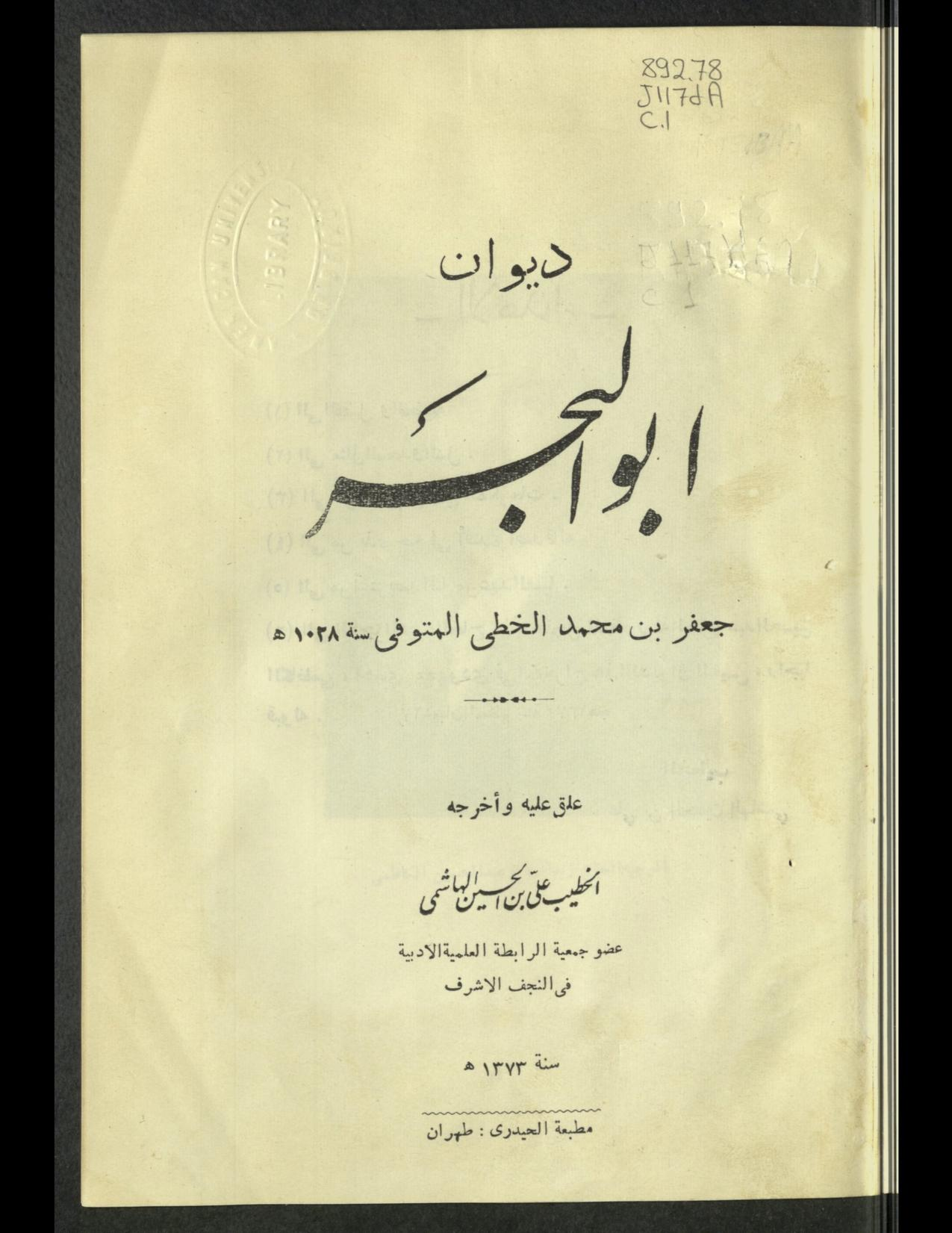
ديوان الشاعر جعفر الخطي ، نشرت في طهران سنة 1954 حققه علي الهاشمي.

كان جعفر الخطي شاعرًا متين الأسلوب ينهج نهج القدماء ذا معرفةٍ بألفاظ اللغة وتراكيبها وبوُجوه البلاغة مع ميل إلى المبالغة. وشعره مُقطّعاتٌ وقصائد قد تطولُ فَتبلُغ إلى مائة وأربعة أبيات، وينكشفُ شعره عن معرفةٍ بالتاريخ وبوُجوه الثقافة. وأغراض شِعره المدحُ والفخر والرّثاء والوصف والخمر وربّما قلّد أبو نواس، والطَّردُ (وصف الصيد )، والشكوى والعِتاب والاعتذار والنسيب والغَزَلان (مؤنثًا ومذكرًا )، والمُجون الصريح.  اصدرت مؤسسة الانتشار العربي في 2005 ديوان أبي البحر الخطي في مجلدين في 1034 صحفة. 

من شعره في وصف شيراز:
ومن شعره هو في شيراز يشوق إلى وطنه:

## وصلات خارجية
- ديوان أبو البحر جعفر بن محمد الخطي، تحقيق الخطيب علي بن حسين الهاشمي، 1954 ، طهران archive.org